# Acropyga oko
Acropyga oko är en myrart som beskrevs av Weber 1944. Acropyga oko ingår i släktet Acropyga och familjen myror. Inga underarter finns listade i Catalogue of Life.